# Vékonycsőrű szövőmadár
A vékonycsőrű szövőmadár (Ploceus pelzelni) a madarak osztályának a verébalakúak (Passeriformes) rendjéhez, ezen belül a szövőmadárfélék (Ploceidae) családjához tartozó faj.

## Előfordulása
Angola, Burundi, Kamerun, Kongói Demokratikus Köztársaság, Kongói Köztársaság, Elefántcsontpart, Gabon, Ghána, Kenya, Nigéria, Ruanda,  Sierra Leone, Dél-Szudán, Tanzánia, Togo, Uganda és Zambia területén honos.